# Municipio de Bainbridge (Míchigan)
El municipio de Bainbridge (en inglés: Bainbridge Township) es un municipio ubicado en el condado de Berrien en el estado estadounidense de Míchigan. En el año 2010 tenía una población de 2850 habitantes y una densidad poblacional de 31,13 personas por km².

## Geografía
El municipio de Bainbridge se encuentra ubicado en las coordenadas 42°6′25″N 86°16′28″O / 42.10694, -86.27444. Según la Oficina del Censo de los Estados Unidos, el municipio tiene una superficie total de 91.55 km², de la cual 90.38 km² corresponden a tierra firme y (1.27%) 1.17 km² es agua.

## Demografía
Según el censo de 2010, había 2850 personas residiendo en el municipio de Bainbridge. La densidad de población era de 31,13 hab./km². De los 2850 habitantes, el municipio de Bainbridge estaba compuesto por el 91.47% blancos, el 0.7% eran afroamericanos, el 0.56% eran amerindios, el 0.39% eran asiáticos, el 0.04% eran isleños del Pacífico, el 4.84% eran de otras razas y el 2% pertenecían a dos o más razas. Del total de la población el 8.21% eran hispanos o latinos de cualquier raza.